# Jitkov
Pour les articles homonymes, voir Jitkov (homonymie).
Jitkov (en allemand : Jitkau) est une commune du district de Havlíčkův Brod, dans la région de Vysočina, en Tchéquie. Sa population s'élevait à 236 habitants en 2020.

## Géographie
Jitkov se trouve à 8 km au sud-est de Chotěboř, à 13 km au nord-est de Havlíčkův Brod, à 32 km au nord-nord-est de Jihlava et à 104 km à l'est-sud-est de Prague.
La commune est limitée par Chotěboř au nord-ouest et au nord, par Oudoleň à l'est, par Česká Bělá au sud et à l'ouest.

## Histoire
La première mention écrite de la localité date de 1269.